# Người phát ngôn

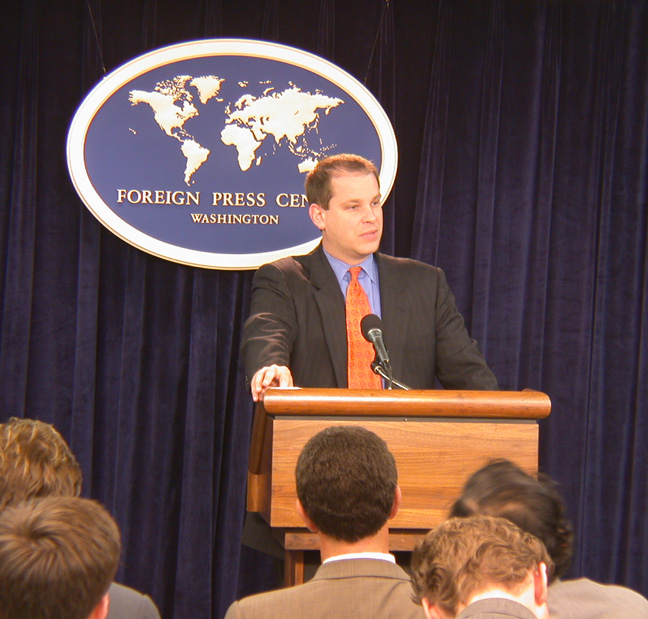
NSC Spokesman Sean McCormack

Người phát ngôn hay còn gọi là Phát ngôn viên (tiếng Anh: Spokesperson), là người đại diện cho một cá nhân, tổ chức hay doanh nghiệp; được nhân danh cá nhân hay tổ chức đó phát ngôn và cung cấp thông tin cho báo chí và các đối tượng có liên quan; phát ngôn quan điểm, lập trường chính thức của cá nhân hay tổ chức về các vấn đề liên quan; tổ chức các cuộc họp báo; chủ trì việc theo dõi, tổng hợp dư luận báo chí liên quan đến đến cá nhân và tổ chức đó. Người phát ngôn là một loại chức danh hiện đang phổ biến trong các bộ, ngành, chính phủ ở nhiều nước trên thế giới.
Trong thế giới hiện nay với những phương tiện thông tin hiện đại và nhạy cảm, nhiều tổ chức cá nhân ngày càng sử dụng các chuyên gia được đào tạo chính thức bài bản về báo chí, truyền thông, quan hệ công chúng và quan hệ công trong vai trò là Người phát ngôn, để đảm bảo rằng thông tin của mình được công bố trong bối cảnh thích hợp nhất và thông qua các kênh thích hợp nhất để tối đa hóa lợi ích, và để giảm thiểu tác động của các thông tin không thuận lợi.

## Lịch sử nghề phát ngôn
Hoa Kỳ
Ở Hoa Kỳ, chức danh Người phát ngôn xuất hiện từ giữa thế kỷ XIX, Tổng thống Hoa Kỳ nhiệm kỳ thứ 7 (1829-1837) Adrew Jackson là Tổng thống Hoa Kỳ đầu tiên sử dụng người phát ngôn. Đến đầu thế kỷ XX, William Taft, Tổng thống Hoa Kỳ nhiệm kỳ thứ 27 (1909-1913) là tổng thống đầu tiên đưa ra quy chế mỗi tuần người phát ngôn Nhà Trắng tổ chức 2 lần họp báo và chiêu đãi các nhà báo. Các đời tổng thống kế tiếp về sau tuy vẫn duy trì chế độ người phát ngôn họp báo tại Nhà Trắng nhưng thời gian định kỳ giữa hai lần dài hơn; đồng thời sau đó chế độ phát ngôn cũng được kiến lập tại các bang toàn Hoa Kỳ.
Cùng với chế độ người phát ngôn của các bộ, chính phủ, hạ viện, thượng viện..., ở Hoa Kỳ còn có Hiệp hội Người truyền bá tin tức của Chính phủ. Đến nay Hoa Kỳ là nước có đội ngũ người phát ngôn thuộc các cấp chính quyền và tổ chức đông nhất thế giới; Hoa Kỳ đã ban hành Luật về người phát ngôn; Luật này quy định, những quan chức tự ý từ chối cung cấp tin tức sẽ phải chịu trách nhiệm tư pháp và có thể bị phạt. Luật phát ngôn chính là sự ràng buộc người phát ngôn vào những quy định ngặt nghèo có lợi cho chính phủ. Hiện nay, Chính quyền các cấp và các tổ chức ở Hoa Kỳ, tổng cộng có tới hơn 4 vạn người phát ngôn.
Liên Xô và Nga
Liên Xô cũ và Nga, không có luật riêng về phát ngôn; Người phát ngôn được coi là một loại chức nghiệp, người làm công việc phát ngôn gọi là Thư ký tin tức.
Từ thời kỳ Liên Xô đã có chức vị Thư ký tin tức. Thư ký tin tức đại diện cho nhà nước và chính phủ cung cấp những tin tức chính thức cho giới truyền thông, báo chí và công chúng. Với sự phát triển xã hội và kinh tế, thư ký tin tức tại Nga ngày nay không chỉ tồn tại ở cơ quan chính phủ mà dần mở rộng tới các loại tổ chức như doanh nghiệp lớn, tập đoàn, tổ chứ xã hội chính trị, v.v... thậm chí ngay cả doanh nhân cũng mời tuyển thư ký tin tức riêng cho mình. Thư ký tin tức ở Nga đang dần trở thành một công việc hấp dẫn.
Thư ký tin tức là cánh tay đắc lực của tổng thống, thủ tướng, bộ trưởng Ngoại giao, doanh nghiệp lớn hoặc tập đoàn, v.v... Thư ký tin tức ở Nga, đa số đều được đào tạo cơ bản nghiêm túc, tốt nghiệp đại học từ các trường danh tiếng như Đại học Tổng hợp Moskva, Đại học Quan hệ Quốc tế Moskva,... với các chuyên ngành liên quan đến quan hệ cộng đồng, báo chí, luật học, triết học,...
Israel
Người Phát ngôn ở một số bộ nhạy cảm như Bộ Quốc phòng, Bộ Ngoại giao, Thủ tướng chính phủ,... không phải chỉ có một người mà là một văn phòng riêng. Tiêu chuẩn tiên quyết người phát ngôn được tuyển chọn vào những văn phòng này phải thông thạo ít nhất 2 ngoại ngữ, mỗi tổ vừa có người nghe nói lưu loát tiếng Anh, Hezbollah, vừa có cả người giỏi tiếng Nga, Ảrập,...
Phóng viên nước ngoài tác nghiệp ở Israel, đều có một phương thức riêng để liên hệ với người phát ngôn các bộ, ngành, Chính phủ Israel. Đường dây điện thoại nóng của Văn phòng người phát ngôn Bộ Quốc phòng Israel luôn có một nhóm người trực 24 giờ/ngày. Mỗi khi có sự kiện đột xuất, các phóng viên báo chí có thể quay gọi số điện thoại đến người phát ngôn phụ trách các khu vực khác nhau để hỏi về tình hình mới nhất của các sự kiện mình quan tâm. Thậm chí có những sự kiện mới phát sinh, văn phòng người phát ngôn Israel chủ động cung cấp tin cho các phóng viên.

## Phát ngôn viên của doanh nghiệp
Trong xu hướng kinh doanh hiện nay, người phát ngôn cho doanh nghiệp không chỉ là người đại diện cho tiếng nói của doanh nghiệp, mà còn là cầu nối giữa doanh nghiệp với các cơ quan thông tấn báo chí, mà còn giữ một vai trò quan trọng trong quan hệ đối ngoại. Đây là hoạt động gắn liền với quá trình phát triển thương hiệu vì người phát ngôn là hình ảnh thứ hai (sau giám đốc hay chủ doanh nghiệp) đại diện cho hình ảnh của thương hiệu.
Phát ngôn đã trở thành một nghề nghiệp chuyên môn, một công việc không thể thiếu của công tác quan hệ công chúng (PR). Phát ngôn viên giữ một vai trò rất quan trọng trong việc xây dựng hình ảnh của doanh nghiệp trước công chúng. Đối với doanh nghiệp lớn, việc phát ngôn sẽ được giao hẳn cho một người làm phát ngôn viên. Đối với doanh nghiệp nhỏ, giám đốc hay trưởng phòng có thể kiêm luôn nhiệm vụ của phát ngôn viên.
Nhiệm vụ chính của người phát ngôn doanh nghiệp là xây dựng và thực hiện chiến lược đối thoại với cộng đồng và khách hàng nhằm phục vụ mục tiêu của doanh nghiệp, đó là điều phải được xem là điều kiện đủ trong quá trình phát triển một thương hiệu hoàn chỉnh.
Công việc của người phát ngôn chuyên nghiệp khá bận rộn, hàng ngày thu thập thông tin báo chí về ngành hàng của mình, sau đó tóm lược thông tin để báo cáo và lưu trữ. Rồi chuẩn bị bài phát biểu trong các hội nghị, hội thảo cho giám đốc; chuẩn bị thông cáo báo chí, trả lời phỏng vấn của báo đài về sản phẩm mới, về các hoạt động của doanh nghiệp, trả lời điện thoại của phóng viên. Ngoài ra còn có nhiều việc đột xuất, như tiếp đoàn khách đến thăm doanh nghiệp, và giới thiệu sơ lược về quá trình hình thành và phát triển doanh nghiệp.

## Công việc
1. Luôn sẵn sàng cho các cuộc hẹn với báo chí và chuẩn bị trước cho các tình huống để đưa ra những lời bình luận, trả lời những câu hỏi phỏng vấn của báo chí. Nếu các nhà báo không tiện đến văn phòng, hãy thu xếp để chủ động gặp họ;
2. Luôn nắm trước mục đích của mỗi lần tiếp xúc với nhà báo: Thông báo, thúc đẩy hay thuyết phục họ về một vấn đề nào đó? Mục đích cuối cùng của công tác PR là hoàn thiện hình ảnh của tổ chức trước công chúng. Nên nhớ rằng, các nhà báo cần có một bài báo có nội dung, có chiều sâu chứ không phải một bài quảng cáo. Vì vậy, cách tốt nhất cho phát ngôn viên là đóng góp một phần vào một câu chuyện lớn hơn như một bài phóng sự, một chuyên đề;
3. Cần tìm hiểu tại sao một nhà báo muốn nói chuyện với phát ngôn viên;
4. Phải có khả năng tóm tắt tất cả những điều mình muốn nói trong vòng tối đa một phút;
5. Phải tỏ ra hoàn toàn có sự quan tâm, hứng thú và tin tưởng đối với đề tài mà mình muốn nói. Nếu không tạo được niềm cảm hứng và tin tưởng cho bản thân mình thì sẽ khó có thể làm điều đó cho người khác;
6. Phải hiểu được nhiều yếu tố bên trong cũng như bên ngoài của đề tài mà phát ngôn viên đang đề cập đến. Nên phác thảo trước những thông tin cần cung cấp cho báo chí như các số liệu thống kê, các kết quả nghiên cứu hay các bằng chứng. Các thông tin này phải bảo đảm tính chính xác và độ tin cậy. Nên đưa vào những thông tin mang tính đối lập và tìm cách làm phủ nhận những thông tin này;
7. Không bao giờ nói rõ những điều mà phát ngôn viên không chắc chắn tuyệt đối 100%. Thay vào đó, nếu không có một câu trả lời cụ thể và rõ ràng, hãy nói với các nhà báo rằng sẽ trả lời cho họ sau hoặc chỉ cho họ tìm gặp người có thể đưa ra câu trả lời chính xác;
8. Luôn chuẩn bị tinh thần để trả lời những câu hỏi khó. Ngoài những câu xã giao mang tính cá nhân, đa phần các câu hỏi phỏng vấn về tổ chức của mình không phải là những câu hỏi để trả lời;
9. Ba thông điệp hàng đầu mà người phát ngôn muốn gửi đến cho báo chí phải được thể hiện một cách tích cực, có tính xây dựng, không mang tính phòng thủ và phải thật cô đọng, súc tích. Tránh dùng quá nhiều từ chuyên môn, gây khó hiểu. Trong lúc nói chuyện, nên dùng tên của tổ chức khi đề cập đến tổ chức của mình và tuyệt đối tránh dùng các đại từ thay thế như "nó", "chúng";
10. Cuối cùng, cần phải thực tập trước khi tiếp xúc với các nhà báo. Hãy tập dượt nhiều lần việc trả lời các câu hỏi, trình bày các lời tuyên bố, phát biểu của doanh nghiệp theo cách nói lớn và rõ ràng.